# رولاند كوتاني
رولاند كوتاني هو سياسي أمريكي، ولد في 15 يونيو 1954، وتوفي في 28 يوليو 1989. انتخب عضو مجلس نواب هاواي ‏.